# IFA F9

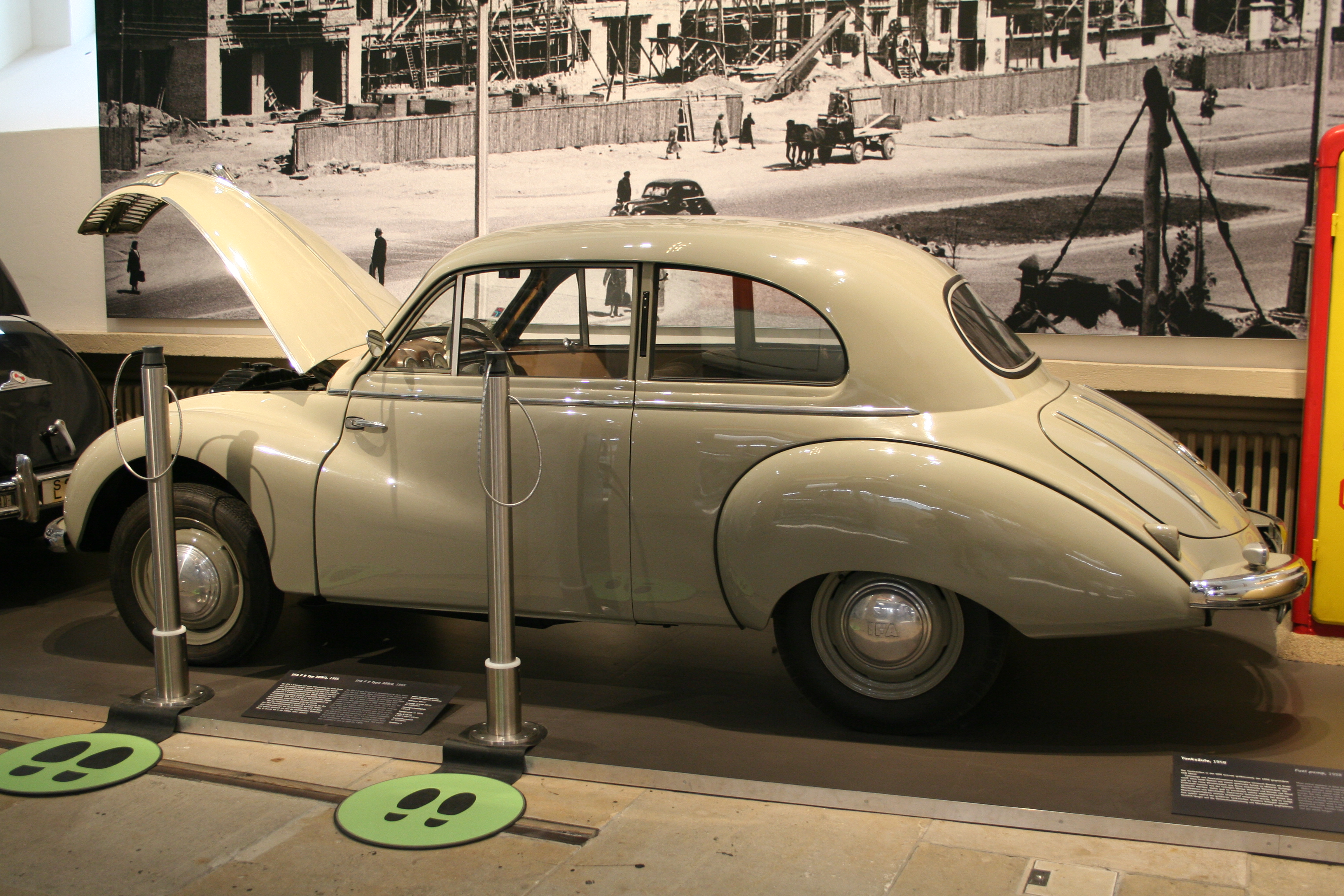

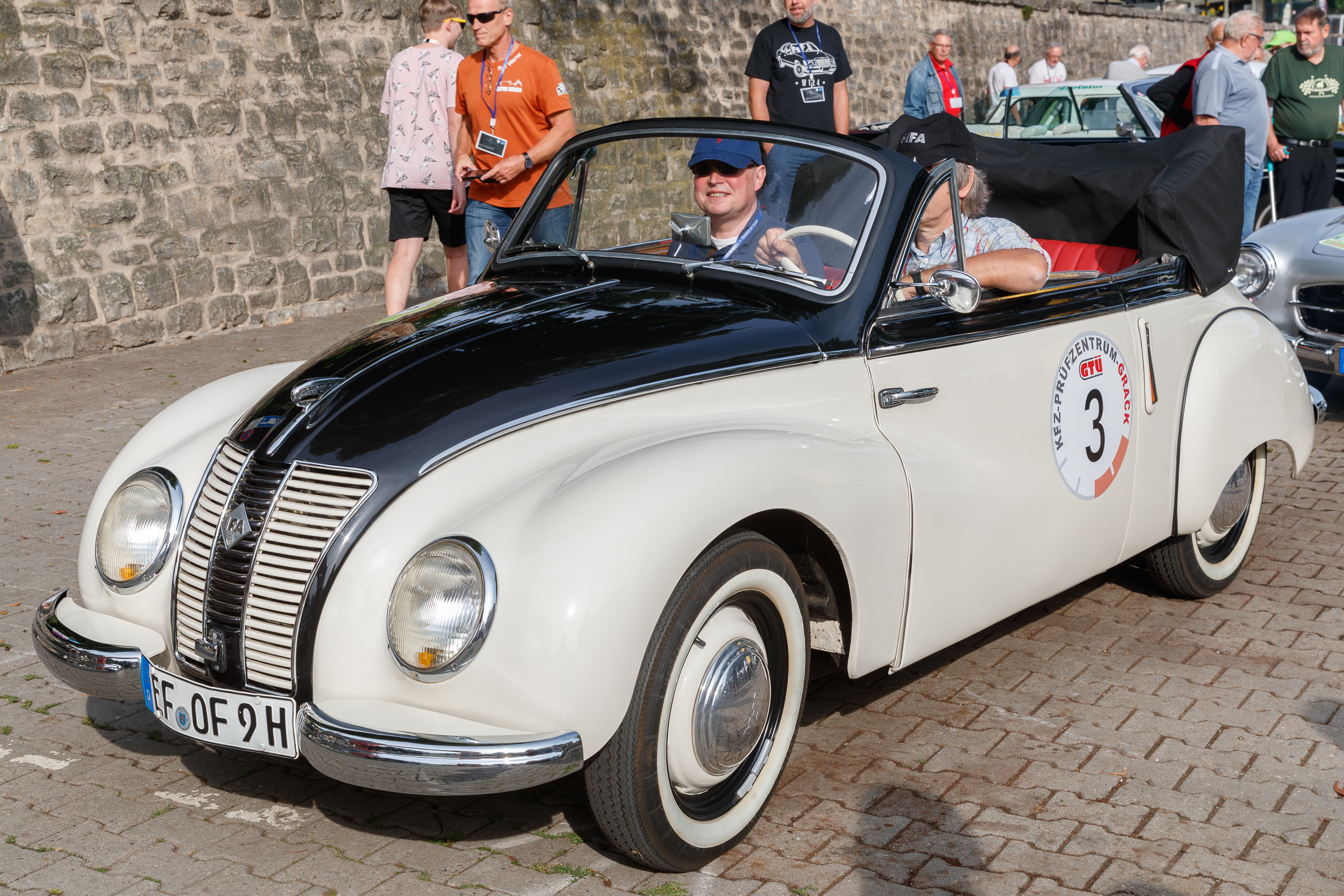

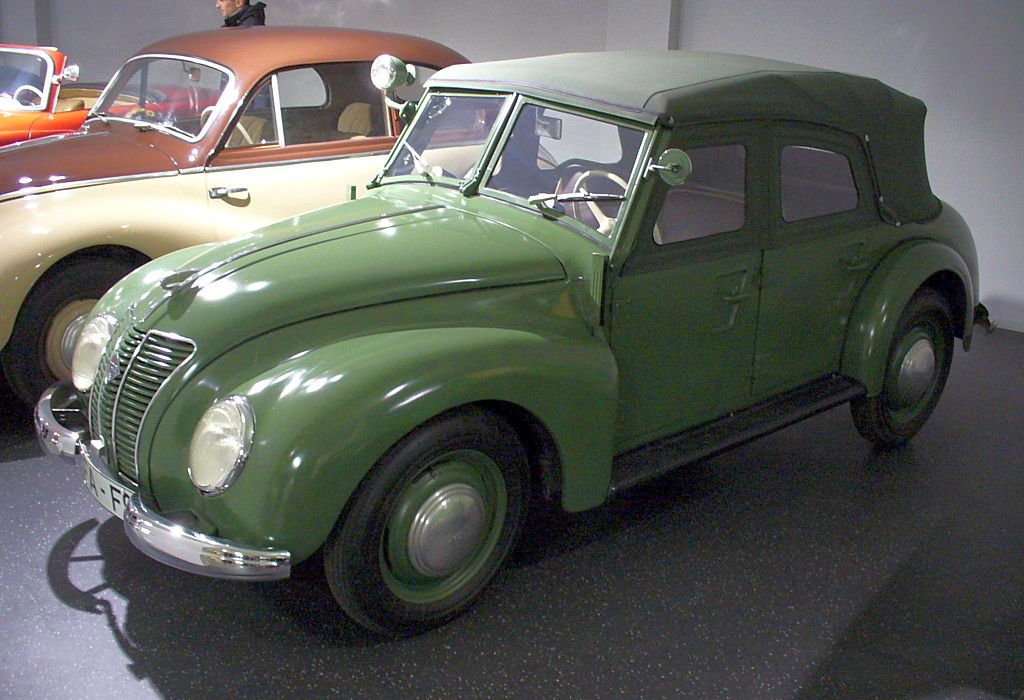

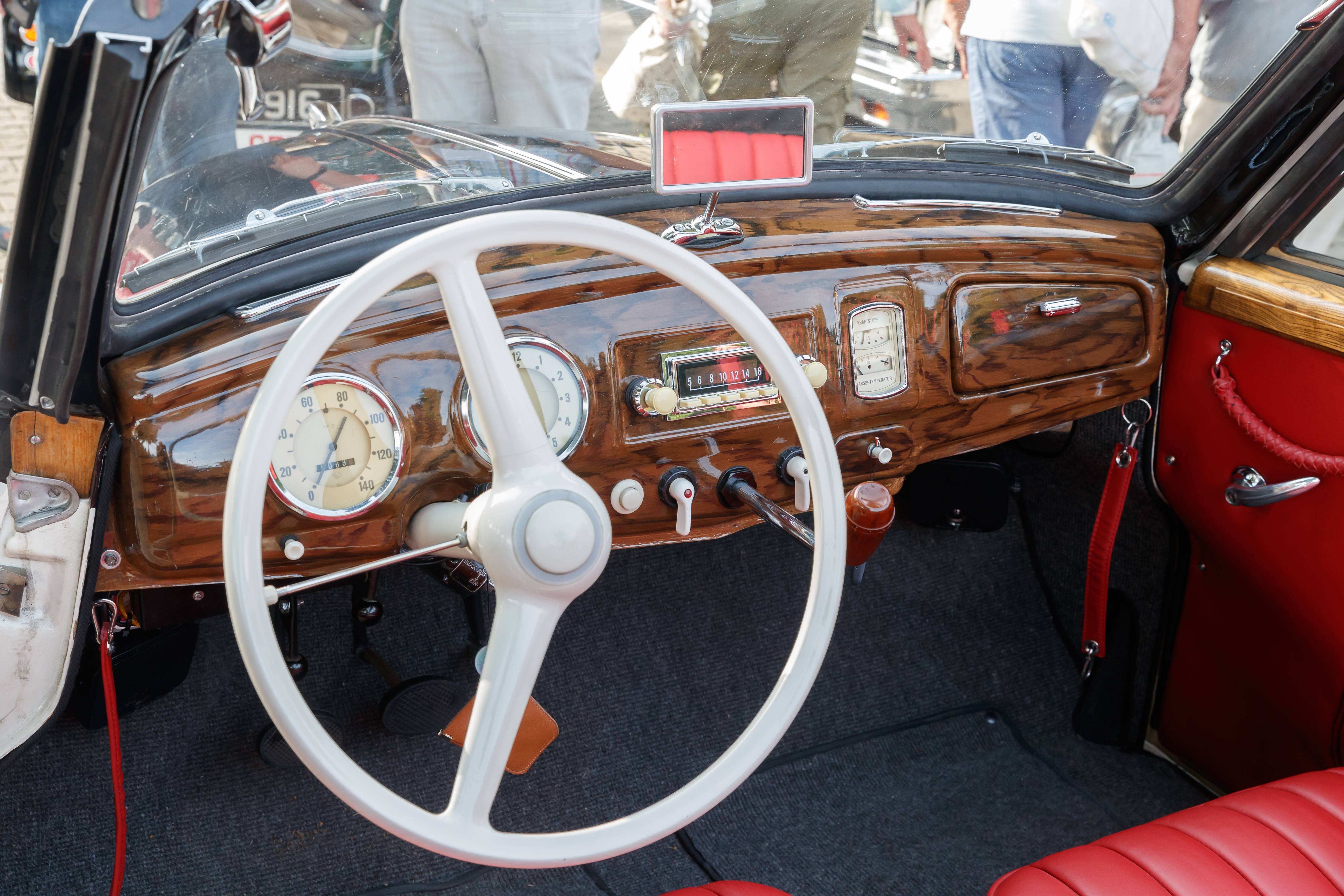

IFA F9, згодом перейменований на EMW 309 — компактний седан, що виготовлявся під егідою радянських та східнонімецьких держав між 1950 та 1956 роками. Спочатку він виготовлявся в Цвікау на заводі, який раніше належав Auto Union. У 1953 році виробництво було перенесено на EMW, колишній завод BMW в Айзенасі де він виготовлявся під назвою EMW 309 до 1956 року, де згодом його замінив Wartburg 311.
Всього виготовлено 40663 автомобілів.